# Varazze
Varazze – miejscowość i gmina we Włoszech, w regionie Liguria, w prowincji Savona.
20 listopada 1950 w Varazze zmarł Francesco Cilea.
Według danych na rok 2004 gminę zamieszkiwało 13 418 osób, 285,5 os./km².